# Ярмоленко, Даниил
Даниил Ярмоленко (1620—1678) — наказной гетман Правобережной Украины.
Родился в семье украинских полковников со стороны отца, со стороны матери молдавский князь. Родился в 1620 году в селе Батурин. В 1645 году попал в польский дворец.
В 1660 году Ярмоленко начал защищать права Запорожской Сечи. В 1663 году он переселился на Украину.
В 1665 году был назначен наказным гетманом Правобережной Украины.
В 1665 году был снят с должности.
В 1678 году он скончался в селе Батурин.